# Otacilia luzonica
Espèce
Synonymes
- Palaetyra luzonica Simon, 1898

Otacilia luzonica est une espèce d'araignées aranéomorphes de la famille des Phrurolithidae.

## Distribution
Cette espèce est endémique de Luçon aux Philippines,.

## Description
Le mâle holotype mesure 3 mm.

## Étymologie
Son nom d'espèce lui a été donné en référence au lieu de sa découverte, Luçon.

## Publication originale
- Simon, 1898 : Histoire naturelle des araignées. Paris, vol. 2, p. 193-380 (texte intégral).